# Hans Adolf Krebs
Sir Hans Adolf Krebs, nemško-britanski zdravnik in biokemik, * 25. avgust 1900, Hildesheim, Nemčija, † 22. november 1981, Oxford, Anglija.
Najbolj je poznan po odkritju dveh pomembnih metabolnih ciklov: sečnine in citronske kisline; slednjega po njem imenujemo tudi Krebsov cikel. Za svoje odkritje je leta 1953 prejel Nobelovo nagrado za fiziologijo ali medicino, ki si jo je delil s Fritzom Lipmannom.